# Фіона Фостер
Фіона Фостер — британська телеведуча та журналістка, яка також кілька років працювала в США . Вона була головною ведучою програми  про подорожі BBC World Fast Track .

## Рання кар'єра
Фостер працювала на радіо BBC в Оксфорді з 1985 року. Вона також працювала офіціанткою та диктором на Greyhound. Фостер була однією з перших ведучих програми London News Network's London Tonight у 1993 році разом з Аластером Стюартом, а до цього працювала фінансовим ведучим у бізнес-сегменті "Сніданку" на BBC Breakfast News.

## Новини ITV
Під час війни в Іраку в 2003 році вона виступала для новин
ITV .
Зараз вона є репортером програми про поточні події на ITV Tonight. Фостер також з'являлася в телесеріалі Celebrity Poker Club. Вона озвучувала низку програм із серії ...З пекла, таких як "Сусіди з пекла" та "Канікули в пеклі".
Разом з Аластером Стюартом Фостер була співведучою щомісячної програми ITV « Зниклі безвісти » (схожої на Crimewatch, але зі зверненням  від імені Національної телефонної лінії зниклих безвісти).

## Інше
Вона представила фільм «Не засмагай на сонці», який був показаний на телеканалі  BBC One 20 травня 2013 року.

## Особисте життя
З чоловіком Трістаном Хікі виховують двох доньок та живуть на півночі Лондону.
У 2005 році вона з'явилася на ток-шоу "Heads Up" з Річардом Геррінгом, щоб обговорити своє життя, кар'єру і любов до покеру.

## Зовнішні посилання
- Фіона Фостер на сайті IMDb (англ.)